# Peter Weyrauch

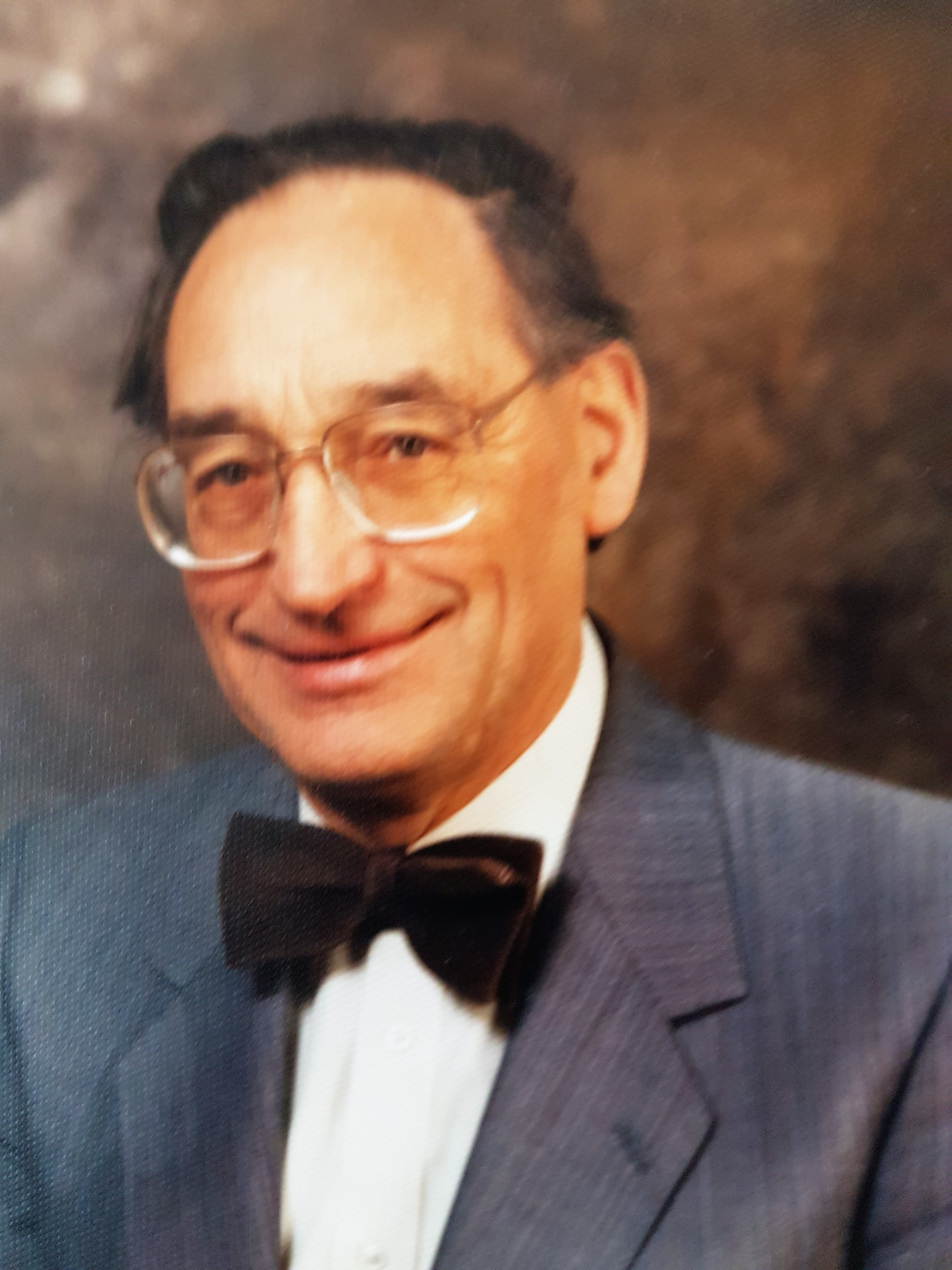
Peter Weyrauch (1990)

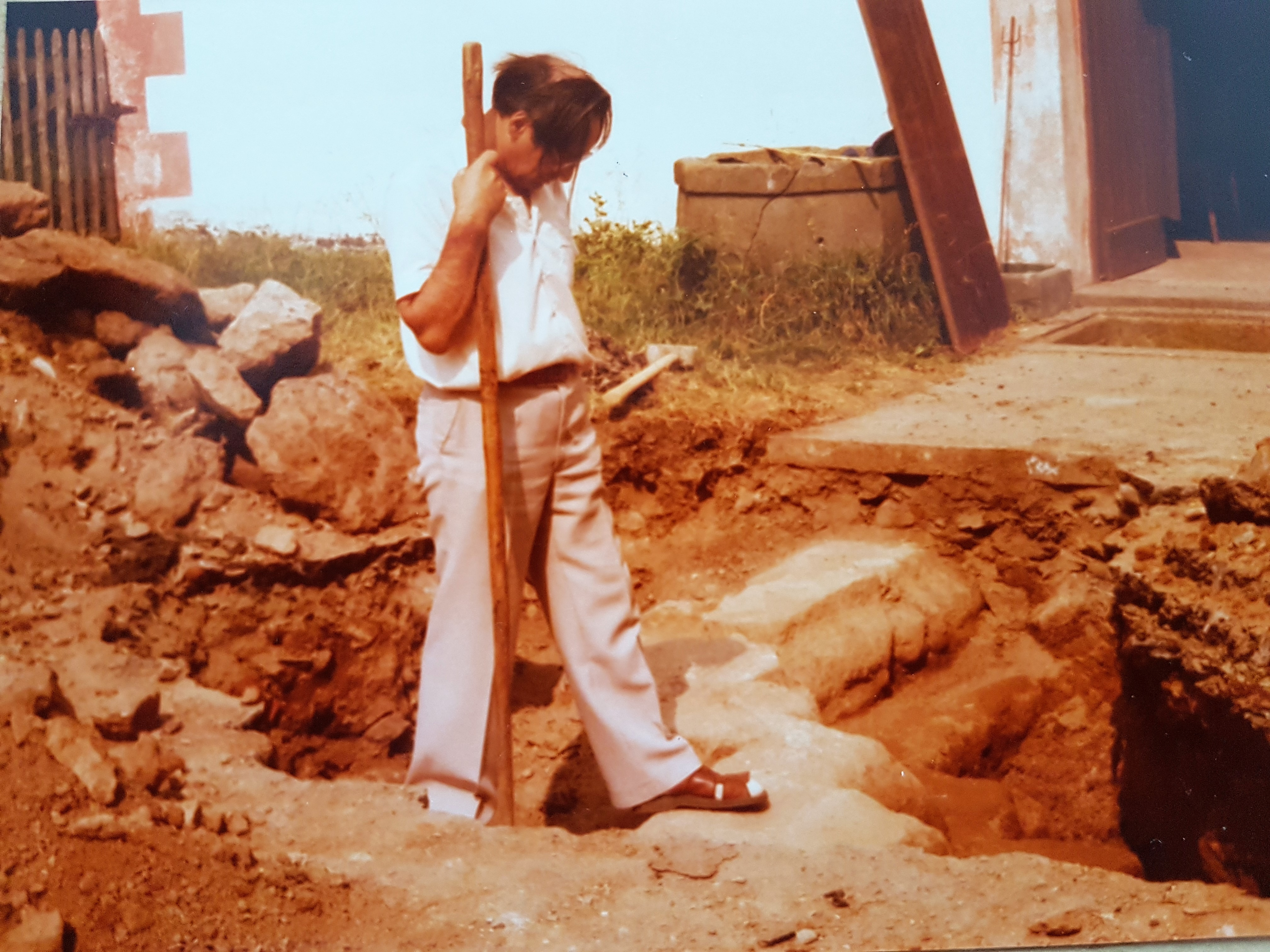
Weyrauch bei der Arbeit (1982)

Peter Weyrauch (* 2. Februar 1923 in Bensheim; † 20. September 2019 in Darmstadt) war ein deutscher Architekt und Denkmalpfleger.

## Leben
Peter Weyrauch wurde 1923 als Sohn des Elektromeisters Ludwig Weyrauch (* 28. Januar 1884 in Würzberg; † 2. Juli 1953 in Bensheim) und dessen Ehefrau Ida Auguste Margarethe Weyrauch geb. Rähmer (* 27. August 1892 in Leipzig-Eutritzsch; † 18. November 1961 in Heppenheim) geboren. Zusammen mit seinen Geschwistern Wilhelm, Ludwig und Marianne wuchs er in Bensheim auf. Hier besuchte er 1929–1937 die Volksschule, an die sich 1938–1941 eine Schreinerlehre mit Gesellenprüfung anschloss. In den 1930er Jahren nahm er Violin- und Violaunterricht und spielte anschließend in Kammerorchestern mit (1937–1948 und ab 1984). Nach dem Reichsarbeitsdienst (1941–1942) war er im Kriegsdienst (1942–1944) und in US-amerikanischer Kriegsgefangenschaft (1944–1946).
Von 1946 bis 1948 war Weyrauch als Schreinergeselle in Aschaffenburg und Lorsch tätig, um anschließend Innenarchitektur zu studieren (1948–1953). Er finanzierte sein Studium als Möbelrestaurator am Hessischen Landesmuseum Darmstadt (1948–1951) und im Ladenbau (1951–1953). Nach vier Jahren Tätigkeit in einem Architekturbüro in Kassel (1954–1958) folgte ein Hochbau-Studium mit Staatsexamen (1957–1960), parallel arbeitete er teilzeitlich im Kirchenbau. Nach einer kurzen bundesweiten Tätigkeit im Kirchenbau war er von 1961 bis 1988 als Architekt und Denkmalpfleger bei der Evangelischen Kirche in Hessen und Nassau tätig. Ab 1988 war Weyrauch als freier Architekt tätig. 1990 wurde er an der Technischen Hochschule Darmstadt mit einer Arbeit über den Bildhauer Ludwig Habich zum Doktor-Ingenieur promoviert. Zu seiner umfangreichen Publikationstätigkeit gehören Überblickswerke über Kirchliche Bau- und Denkmalspflege im Kreise Lauterbach (1974) und Die Kirchen des Altkreises Gießen (1979). Peter Weyrauch war mit Gertraud Bangert verheiratet und wohnte in Darmstadt. Aus der Ehe gingen drei Kinder hervor.

## Werk

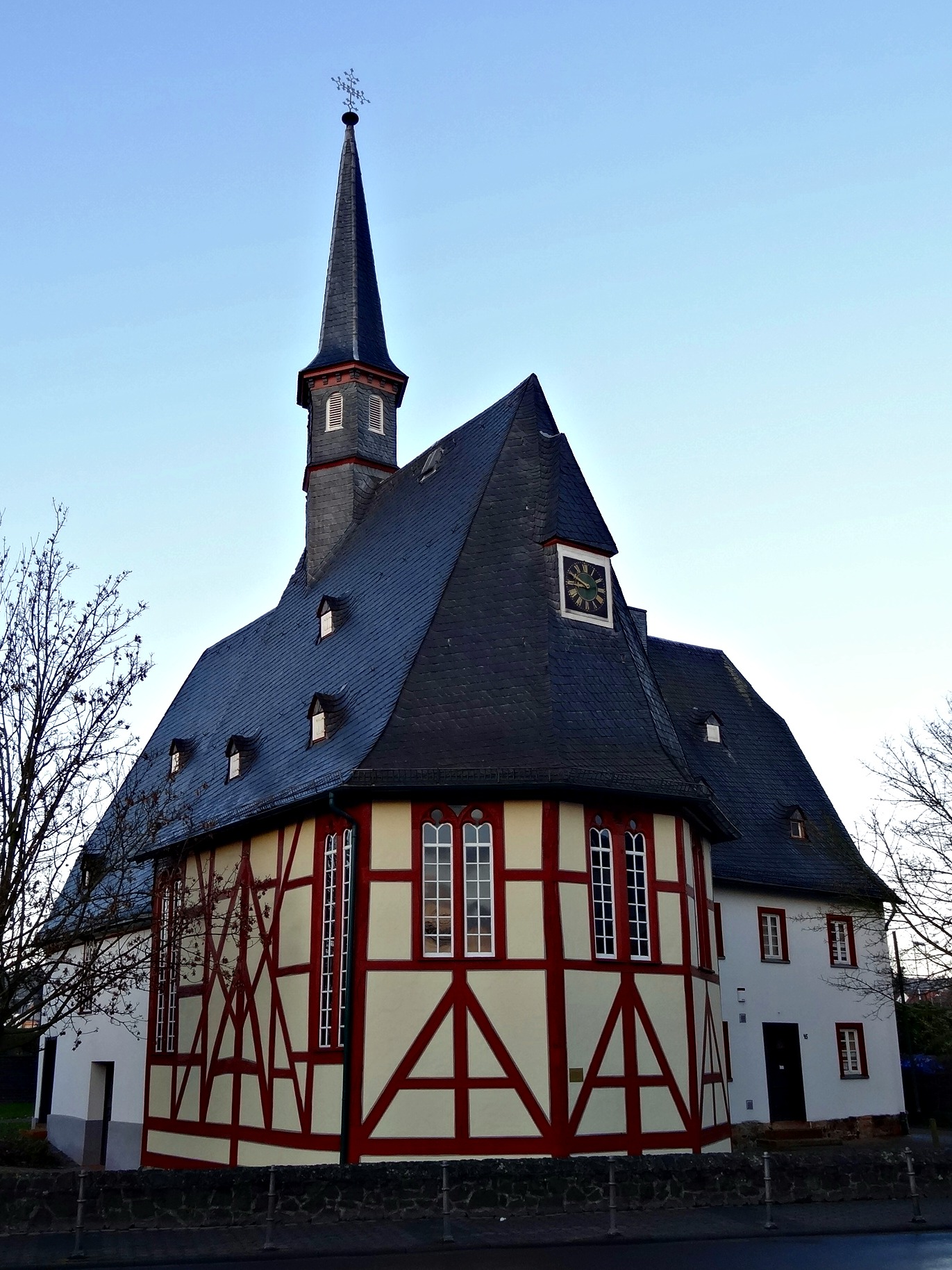
Wendelinskapelle in Butzbach

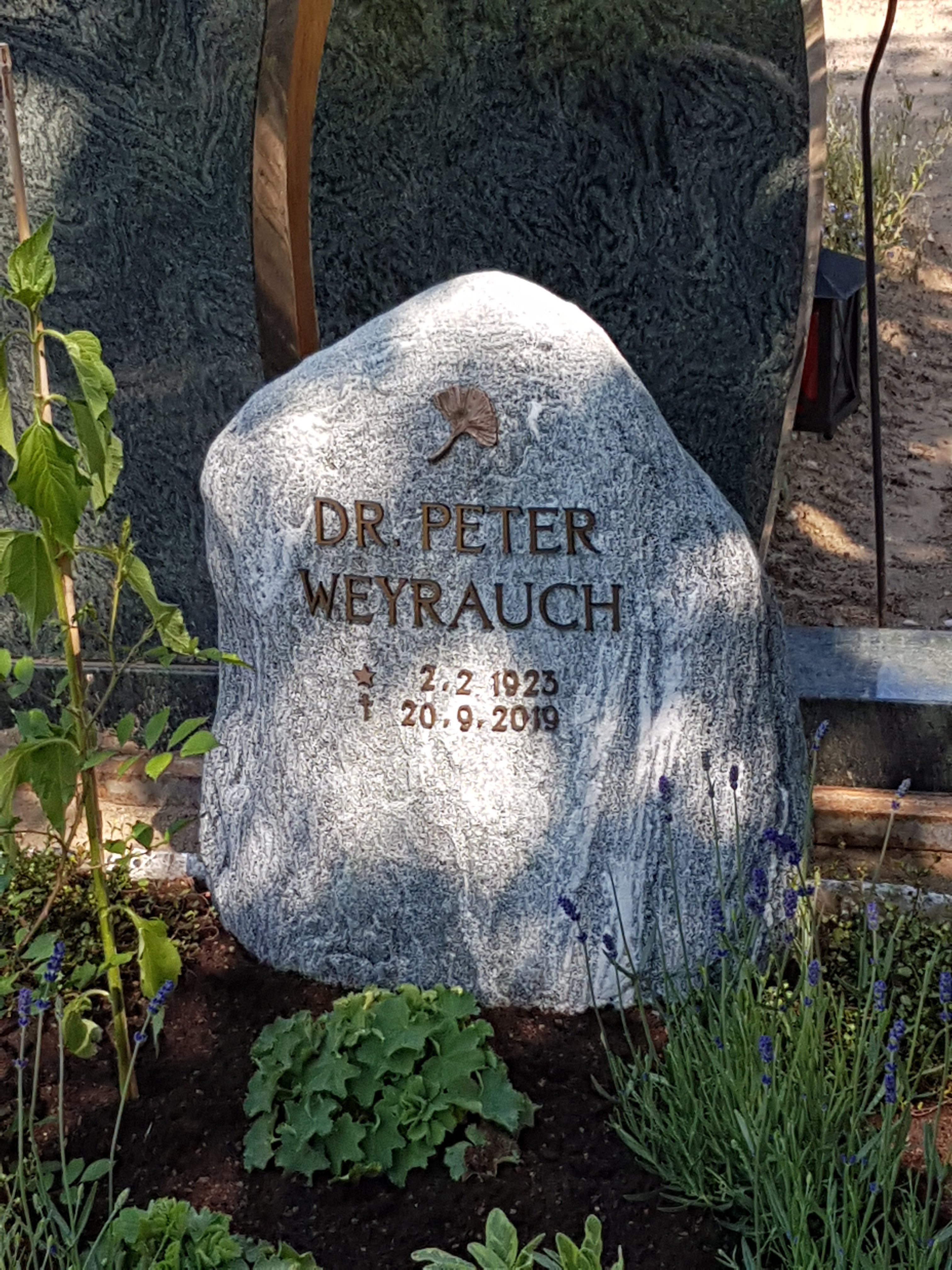
Grabstein in Darmstadt

Während in den 1960er und 1970er Jahren zahlreiche Kirchen abgerissen oder grundlegend modernisiert wurden, setzte sich Weyrauch für den Erhalt und konsequente Rekonstruktionen ein. Dank seines Engagements blieben einige Fachwerkkirchen erhalten und wurden auf den ursprünglichen Zustand zurückgeführt, so die Evangelische Kirche Klein-Eichen und die Evangelische Kirche Reinhardshain. Unter seiner Leitung wurde die Kapelle aus Lollar in den Hessenpark transloziert. Seine rekonstruktiven Maßnahmen wurden zum Teil als „purifizierend“ bewertet, so im Hinblick auf die Sanierung und Rekonstruktion der Butzbacher Wendelinskapelle (1982–1987).
Weyrauch konnte sich aber auch mit kreativen Konzepten durchsetzen, wie 1968 beim Innenumbau der Evangelischen Stadtkirche Grünberg, wo er den Fußboden erhöhen und im Sockelbereich der Kirche Gemeinderäume einbauen ließ. In der Evangelischen Kirche Kleinlinden geht die Erweiterung des Chors und der Anbau einer Sakristei mit Nebenraum im Jahr 1966 auf Weyrauch zurück.
Weyrauch setzte sich zudem für die alte Kirchenausstattung ein. Das alte Altarkreuz der Evangelischen Kirche Hattenrod entdeckte er auf dem Dachboden des dortigen Rathauses. In der Evangelischen Kirche Ettingshausen ließ er Bilder des Kirchenmalers Daniel Hisgen retten, die bereits auf dem Bauschutt vor der Kirche lagen.

## Schriften (Auswahl)
- Der Taufstein in Alsbach. In: Jahrbuch der Hessischen Kirchengeschichtlichen Vereinigung, ISSN 0341-9126, Band 61 (2010), S. 315–322.
- Metrologische Untersuchung an kleinen Objekten. In: Florian Huber, Rolf C. A. Rottländer (Hrsg.): Ordo et Mensura. Band VII, Scripta-Mercaturae-Verlag, St. Katharinen 2002, ISBN 3-89590-125-3, S. 238–254.
- Der Breuberger Landschaftsplan von 1615. In: Archiv für hessische Geschichte und Altertumskunde, ISSN 0066-636X, Band 58, 2000, S. 113–136.
- Zwei Breuberger Sakramentarien. In: Jahrbuch der Hessischen Kirchengeschichtlichen Vereinigung, ISSN 0341-9126, Band 47, 1996, S. 7–17.
- Renaissance in Kranichstein. Das Haus Cranigstein des Johann von Restorff. In: Archiv für hessische Geschichte und Altertumskunde, Neue Folge, Band 53, 1995, S. 243–264.
- Zur Burg Lützelbach. In: Der Odenwald, Zeitschrift des Breuberg-Bundes, Band 41/2, 1994, S. 72–76.
- Zu den Plastiken in der südlichen Querhauswand der Laubacher Kirche. In: Laubacher Hefte, Band 9, 1992, S. 93–95.
- Der Bildhauer Ludwig Habich (1872–1949). (= Quellen und Forschungen zur hessischen Geschichte, Band 77.) Hessische Historische Kommission, Darmstadt 1990, ISBN 3-88443-166-8.
- (mit Werner Meyrahn und anderen): Wendelinskapelle und Hospital St. Wendel. Geschichtsverein, Butzbach 1988.
- Förderkreis Alte Kirchen e. V., Marburg (Hrsg.), Irmgard Bott u. a. (Bearb.): Fachwerkkirchen in Hessen. 4. Auflage, Langewiesche, Königstein im Taunus 1987, ISBN 3-7845-2442-7.
- Die Filial-Kirche in Climbach. In: Erwin Keil (Red.): 750 Jahre Climbach. Chronik eines kleinen Dorfes. ohne Ort 1987, S. 26–31.
- Die Wendelinskapelle in Butzbach. In: Hessische Heimat, Neue Folge, ISSN 0178-3173, 37. Jahrgang 1987, Nr. 2/3, S. 57–61.
- Zur jüngeren Baugeschichte oberhessischer Kirchen. In: Jahrbuch der Hessischen Kirchengeschichtlichen Vereinigung, ISSN 0341-9126, Band 37, 1986, S. 229–238.
- Ein Alsfelder Taufstein. In: Hessische Heimat, Zeitschrift für Kunst, Kultur und Denkmalpflege, ISSN 0178-3173, Jahrgang 1985, S. 72–77.
- Eine alte Glocke in der Kirche in Runzhausen. In: Hessische Heimat, Zeitschrift für Kunst, Kultur und Denkmalpflege, ISSN 0178-3173, Jahrgang 1985, S. 171–174.
- Gedanken zu historischen Anstrichen. In: Hessische Heimat, Zeitschrift für Kunst, Kultur und Denkmalpflege, ISSN 0178-3173, Jahrgang 1985, S. 82–83.
- 200 Jahre Kirche Nieder-Moos. Evangelisches Pfarramt, Nieder-Moos 1985.
- Die ehemalige Marienkirche zu Lauterbach. Ein Beitrag zur Baugeschichte. In: Hessische Heimat, Zeitschrift für Kunst, Kultur und Denkmalpflege, ISSN 0178-3173, Jahrgang 1983, S. 23–27.
- Zur Baugeschichte der Schlitzer Kirche seit 812. In: Archiv für hessische Geschichte und Altertumskunde, Neue Folge, ISSN 0066-636X, Band 39, 1981, S. 61–139.
- Der Kruzificus von Hartershausen. In:  Christine Fischer (Hrsg.): Die Pfarrkirche Hartershausen. Hartershausen 1981, S. 44–47.
- Wiederaufbau der Kapelle von Lollar im Hessenpark. In: Hessenpark, Jahrgang 1981, Heft 2, S. 22–23.
- Die Kirchen des Altkreises Gießen. Mittelhessische Druck- und Verlagsgesellschaft, Gießen 1979.
- Kirchen im Hessenpark. In: Hessenpark, Jahrgang 1978, Heft 1, S. 22–26.
- Die geistliche Versorgung Arnsburgs nach 1803 und sein Paradies als Evangelische Kirche. In: Willy Zschietzschmann (Hrsg.): 800 Jahre Kloster Arnsburg 1174–1974. Volkmann, Lich 1974, S. 105–122.
- Kirchliche Bau- und Denkmalspflege im Kreise Lauterbach. Hohhausmuseum, Lauterbach (Hessen) 1974.
- Ein spätmittelalterlicher Sakristeischrank in Eudorf. In: Hessische Heimat, Zeitschrift für Kunst, Kultur und Denkmalpflege, ISSN 0178-3173, Jahrgang 1974, S. 25–28.
- Die Fassadensicherung an der Liebfrauenkirche in Schotten. In: Büdinger Geschichtsblätter, Band 8, 1974/1975, S. 147–155.
- Die Kirche von Eichelsdorf und ihre Kanzel. In: Büdinger Geschichtsblätter, Band 8, 1974/1975, S. 156–162.
- Ein Reliquienfund in Einartshausen. In: Fundberichte aus Hessen, Band 5/6, 1965/1966, S. 102–108 (auch als Sonderdruck).
- Die evangelische Pfarrkirche von Wolfershausen. Baugeschichtliche Untersuchung. In: Hessische Heimat, Zeitschrift für Kunst, Kultur und Denkmalpflege, Neue Folge, ISSN 0178-3173, 13. Jahrgang 1963, Heft 6, S. 19–27 / 14. Jahrgang 1964, Heft 1/2, S. 18–24.